# Kisiizi Falls
Kisiizi Falls oder auch Kisizi Falls ist ein Wasserfall im Distrikt Rukungiri im Südwesten Ugandas.

## Geographie
Der Wasserfall mit einer Fallhöhe von etwa 30 Metern liegt am Rushoma, einem Zufluss des Kisiizi. Dieser verläuft weiter nach Norden, wo er in den Ntungwe mündet, der Richtung Nordwesten bis in den Eduardsee fließt und somit zum Einzugsgebiet des Nils gehört. Das Gebiet, in dem sich der Wasserfall befindet, ist im Besitz des unweit nördlich liegenden Kisiizi-Krankenhauses der Church of Uganda (Church of Uganda Kisiizi Hospital).

## Geschichte

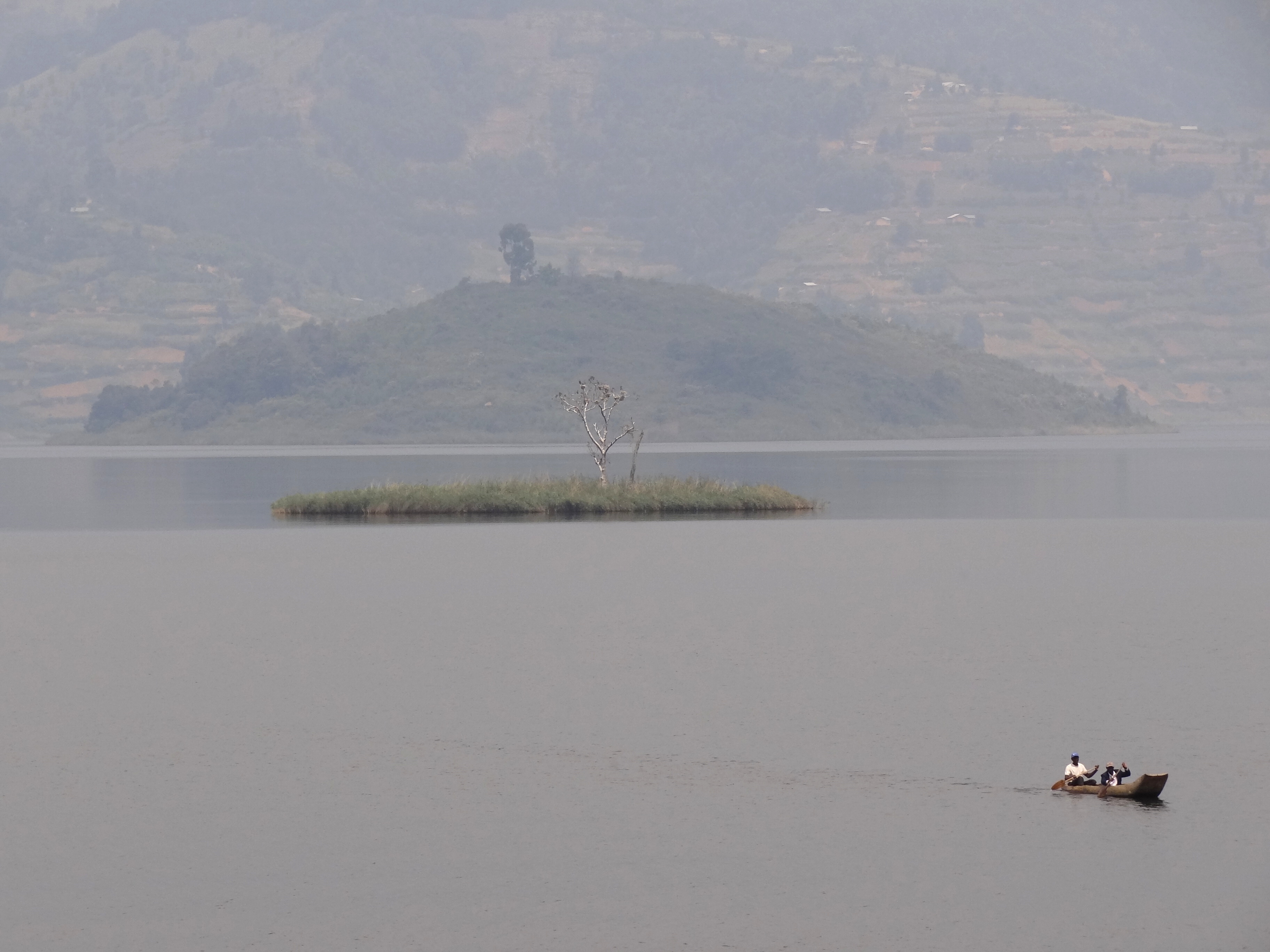
Insel Akampene im Bunyonyi-See

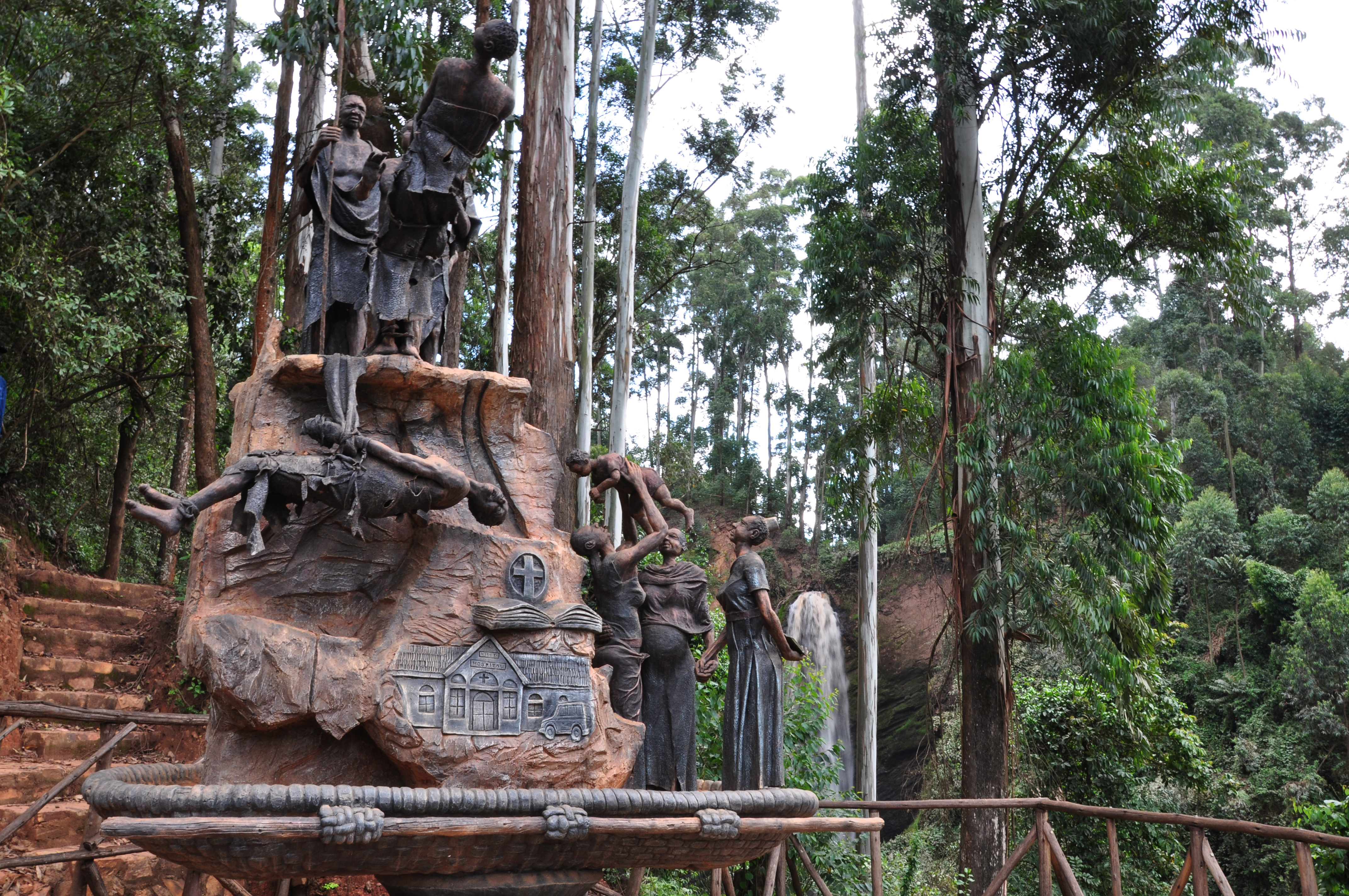
Denkmal nahe dem Wasserfall

Kisiizi Falls ist von historischer Bedeutung. In früheren Zeiten war es bei den Bakiga Brauch, Frauen, die unehelich schwanger geworden waren und damit „Schande“ über ihre Familie gebracht hatten, vor ein Gericht zu stellen oder direkt zu bestrafen, um die „Ehre“ der Familie wiederherzustellen. Für schuldig Befundene wurden oft an einen Baum gebunden und dort wilden Tieren überlassen. Ein bekannter Aussetzungsort war auch die Insel Akampene im Bunyonyi-See, da nur wenige schwimmen konnten. Auch junge Mädchen von teilweise zwölf Jahren wurden auf die Insel gebracht, wie Überlebende berichteten. Einige Nomadenstämme, die keine Brautgelder für andere Frauen aufbringen konnten, retteten die Ausgesetzten gelegentlich. Ein weiteres Urteil, neben dem Aussetzen, war häufig, die Frauen von einer Klippe zu werfen. Ort dafür war meist Kisiizi Falls. Das Todesurteil vollstreckte in der Regel der eigene Bruder oder Vater.
Der Verlust der Jungfräulichkeit der Schwester führte dazu, dass für sie kein Brautpreis in Form von Vieh an die Familie gezahlt wurde. Infolgedessen konnte der Bruder dieses nicht mehr einsetzen, um seinerseits den Brautpreis für eine Braut zu zahlen. Eine Heirat wurde ihm so zumindest erschwert, weshalb er als Hauptgeschädigter galt. Es heißt, dass die Praxis an den Kisiizi Falls ein Ende fand, als eine der Frauen ihren Bruder (oder auch ihren Bruder und ihren Vater) mit hinunterriss. Der Zeitpunkt wird auf die 1920er Jahre geschätzt.
Ein neben dem Wasserfall aufgestelltes Denkmal erinnert an die Femizide und stellt zudem den Wandel mit dem ansässigen Krankenhaus in einen Ort der Hoffnung dar. Das aus Beton gefertigte Denkmal wurde von zwei Bakiga-Künstlern geschaffen.
Das private und gemeinnützige Kisiizi-Krankenhaus eröffnete 1958. Zuvor befand sich dort eine Flachsfabrik, für die 1944 oberhalb des Wasserfalls ein kleines Wasserkraftwerk gebaut worden war. Ein neues läuft seit 1964. Die Leistung wurde von ursprünglich 14 kW mithilfe einer Francis-Turbine auf 60 kW im Jahr 1986 gesteigert und noch einmal 2009 auf 300 kW.

## Tourismus
Kisiizi Falls verzeichnete zwischen Ende 2016 und November 2019 insgesamt 22.817 Besucher, darunter vor allem Einheimische. Die Einnahmen beliefen sich auf 14.096.000 UGX (etwa 3.525 €). In einem Besucherzentrum werden Kaffee und Souvenirs verkauft. Touristische Angebote sind neben dem Wasserfall eine Seilrutsche, Kanufahrten und Vogelbeobachtung. Zur Avifauna zählen unter anderem Kastanienflügelstare (Onychognathus fulgidus), die an der Klippe hinter dem Wasserfall leben. Darüber hinaus können Besucher beispielsweise Kronenkraniche, Hammerköpfe und Doppelzahn-Bartvögel antreffen.